# 96 (szám)
A 96 (római számmal: XCVI) a 95 és 97 között található természetes szám.

## A szám a matematikában
A tízes számrendszerbeli 96-os a kettes számrendszerben 1100000, a nyolcas számrendszerben 140, a tizenhatos számrendszerben 60 alakban írható fel.
A 96 páros szám, összetett szám, kanonikus alakban a 25 · 31 szorzattal, normálalakban a 9,6 · 101 szorzattal írható fel. Tizenkét osztója van a természetes számok halmazán, ezek növekvő sorrendben: 1, 2, 3, 4, 6, 8, 12, 16, 24, 32, 48 és 96.
Nyolcszögszám.
Erősen bővelkedő szám: osztóinak összege nagyobb, mint bármely nála kisebb pozitív egész szám osztóinak összege.
Mivel található olyan 96 egymást követő egész szám, amelynél minden belső számnak van közös prímtényezője akár az első, akár az utolsó taggal, a 96 Erdős–Woods-szám.
Palindromszám a következő számrendszerekben: 11 (8811), 15 (6615), 23 (4423), 31 (3331), 47 (2247) és 95 (1195).
Érinthetetlen szám: nem áll elő pozitív egész számok valódiosztóösszeg-függvényeként.

## A tudományban
- A periódusos rendszer 96. eleme a kűrium.